# Rybany
Rybany (Hongaars: Ribény) is een Slowaakse gemeente in de regio Trenčín, en maakt deel uit van het district Bánovce nad Bebravou.
Rybany telt 1.516 inwoners.